# Itapejara d'Oeste
Itapejara d'Oeste é um município brasileiro do estado do Paraná. Teve seu território desmembrado de Francisco Beltrão e Pato Branco em 1964 e foi povoado por imigrantes oriundos dos Estados de Santa Catarina e Rio Grande do Sul.

## História
Em 1937 nasce, na região ainda não desbravada, um novo lugarejo denominado inicialmente como Lajeado dos Guedes, entretanto seu verdadeiro desenvolvimento só veio a ocorrer nas décadas de 1950 e 1960, com a sua emancipação.
Porém antes desse importante fato ocorrer essa vila atraía cada vez mais imigrantes, oriundos principalmente dos Estados de Santa Catarina e Rio Grande do Sul, fato que ainda hoje reflete na cultura do município.
Seu primeiro nome oficial foi Chá da Gralha, sendo subordinado ao distrito de Coxilha Rica, que na época era mais desenvolvido, e só não se tornou a sede do novo município porque o dono das terras queria muito pela venda das mesmas.
Com o passar do tempo, a vila progrediu bastante, fazendo jus a cognominação de Capital do Progresso. Descontentes como nome de então, em 1950 os moradores resolveram mudar o nome do vilarejo para Tapejara, mudado posteriormente para Itapejara devido à existência de uma cidade homônima e pela vontade de batizar a cidade conforme uma característica própria, pois Itapejara significa pedregulho ou caminho das pedras na língua tupi. Em 1951 foi acrescentado o termo d'oeste, formando assim, o nome do atual município.
Após várias revindicações, a tão almejada emancipação foi alcançada, o município foi criado através da Lei Estadual nº 4859, de 28 de abril de 1964, e instalado em 14 de dezembro do mesmo ano. Foi desmembrado de Pato Branco e Francisco Beltrão.

## Geografia
O município se estende por 254 km², situado a 536 metros de altitude. Itapejara d`Oeste contem as seguintes coordenadas geográficas: Latitude: 25° 58' 43" Sul, Longitude: 52° 48' 47" Oeste. Vizinho dos municípios de Bom Sucesso do Sul, São João, Coronel Vivida e Verê, Itapejara d'Oeste se situa a 33 km de Pato Branco a maior cidade dos arredores.

## Demografia
De acordo com o último censo (2010), a população da cidade era de 10 531 habitantes, enquanto que a estimativa do IBGE para 2019 foi de 11 964 moradores, com densidade demográfica 47,1 habitantes por km².